# Antonio de Arfe y Villafañe

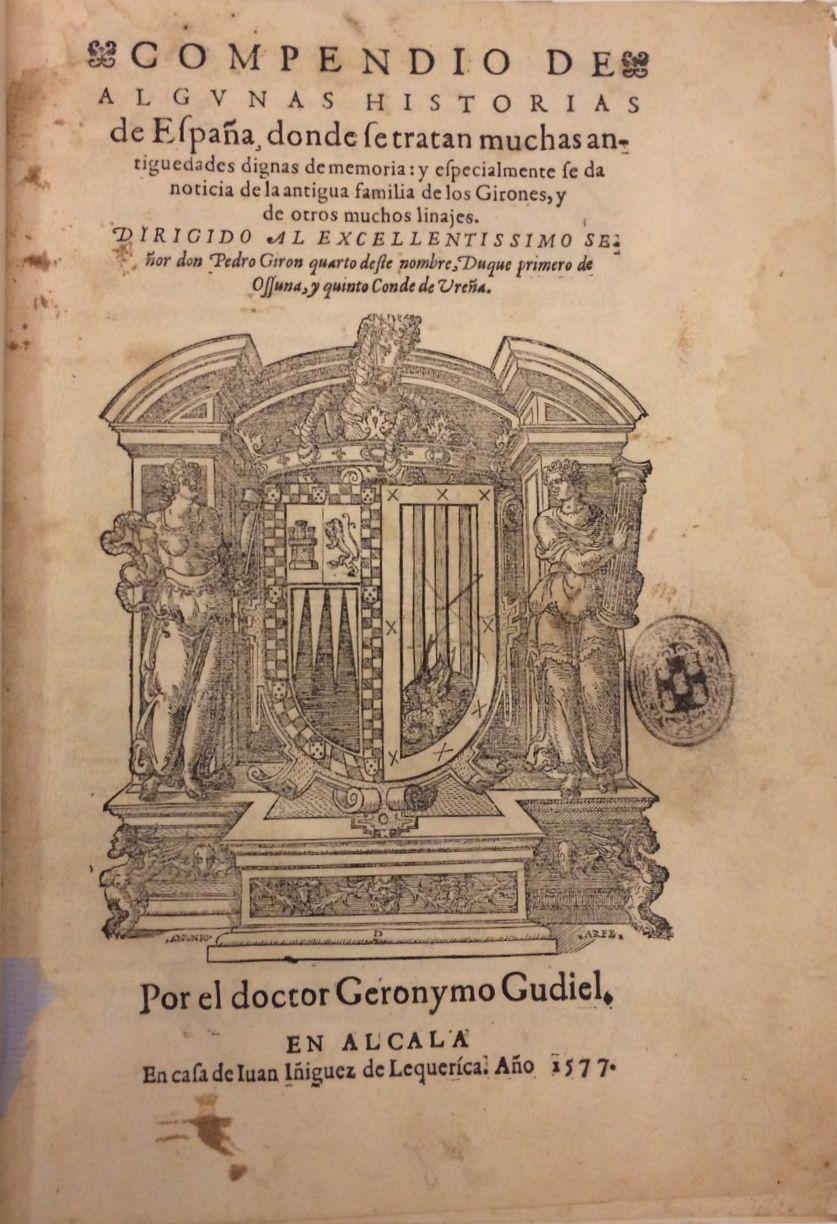
Frontispicio del Compendio de algunas historias de España, dónde se tratan muchas antigüedades dignas de memoria y especialmente se da noticia de la antigua familia de los Girones y de otros muchos linajes (1577)

Antonio de Arfe y Villafañe († Sevilla, 1580) fue un humanista, orfebre y grabador español, hijo de Antonio de Arfe, nieto de Enrique de Arfe y hermano de Juan de Arfe, todos ellos orfebres. 

## Biografía
Miembro de una notable familia de plateros, es su componente menos famoso. Se desconoce buena parte de su biografía. Hay constancia de que colaboró con su padre y su hermano en algunas de sus obras de orfebrería, aunque no se le conoce ninguna obra en solitario. Es más conocido como grabador, en la técnica de la xilografía. Juan Agustín Ceán Bermúdez lo calificó como «correctísimo dibujante según el gusto de la escuela florentina», aunque no sabía que fuese también orfebre ni lo relacionó con la familia Arfe. Cristóbal Pérez Pastor dio cuenta de un documento madrileño de 1574 que mencionaba a «Antonio de Arfe el Viejo y Antonio su hijo, plateros andantes en la corte de Su Majestad». Julián María Rubio encontró documentos que lo situaban en Sevilla en 1580 con su hermano Juan, donde fue llamado por Gabriel de Zayas, secretario de Estado de Felipe II, para acudir a la corte, ante lo que se excusó por enfermedad. Murió en diciembre de ese año.
Se conocen pocas obras suyas. Fue autor de la portada del Compendio de algunas historias de España, dónde se tratan muchas antigüedades dignas de memoria y especialmente se da noticia de la antigua familia de los Girones y de otros muchos linajes, de Jerónimo Gudiel, impreso en 1577 en Alcalá de Henares. Se trata de un frontispicio con el escudo de armas de la familia Girón flanqueado por las figuras alegóricas de la Fortaleza y la Prudencia. Dentro del libro realizó también una xilografía con el árbol genealógico y los retratos de Rodrigo González de Cisneros y su esposa Sancha. Ambas estampas están firmadas.
Realizó otras tres xilografías para la Regla y establecimiento de la orden de Santiago, impresa por Francisco Sánchez en 1577 en Madrid. En esta obra realizó igualmente el frontispicio, del que destaca el escudo real, así como otros dos grabados a página completa, uno con sátiros y cigüeñas y otro con el apóstol Santiago a caballo. El frontispicio y el grabado de los sátiros están firmados «A. T.º D ARFE».
Tras su muerte, su hermano Juan encontró en su taller —«revolviendo un día sus papeles», tal como él mismo consignó— un manuscrito con las fábulas de Esopo «traducidas y figuradas por él», que decidió publicar. La Vida y fábulas exemplares del Natural Filósofo y Famossísimo Fabulador Esopo fue publicada en Sevilla en 1586 por Juan León y Andrea Pescioni. La obra incluía una serie de xilografías situadas entre el título y los versos de cada fábula. Son imágenes ilustrativas, de estilo convencional y poco naturalismo.